# Ophiodothella calami
Ophiodothella calami är en svampart som beskrevs av Hosag. 1994. Ophiodothella calami ingår i släktet Ophiodothella och familjen Phyllachoraceae.   Inga underarter finns listade i Catalogue of Life.